# 八百板正
八百板正（日语：／ Yaoita Tadashi，1905年4月12日—2004年4月23日），福島县出身的日本政治家，日本社会党人物、日本众议院和日本参议院议员。

## 生平
八百板於福島中学校（現福岛高等学校）读书后辍学，他在福島中学的恩師阪本勝曾任日本众议院议员、兵库县知事。1929年，因在当地组织农民协会，而被迫入狱。1933年，当选为日本全国农民工会中央委员。
第二次世界战争结束后，他担任日本农民工会的中央委员、书记长。1947年，他在第23届众议院议员总选举中代表日本社会党出马并当选，随后连任了11届众议员。1958年3月，有三个不同派别的农民团体组成全日本农民组合联合会（全日农），八百板正出任会长。
1976年，担任众议院递信常任委员长。由于日本日本社会主义协会的对立；1979年，他在第35届众议院议员总选举中落选，次年在第12届参议院选举的福島縣選舉區参議院議員中当选，重返政界。历任左派社会党国会对策委員長、日本社会党再次统一后，担任党中央執行副委員長、社会党参議院議員会長。1992年，引退。
在任期间，他还兼任日中农业农民交流协会会长和日中农林水产交流协会会长，致力于增进中国和日本的民间和农业技术交流。1979年推荐6名水稻专家到吉林省公主岭进行水稻高产示范，取得成功，到1987年累计增产稻谷7.5亿公斤。
2004年4月23日，他在日本东京去世，享年99岁。
他的女儿是著名的翻译家八百板洋子。